# EPrix de Berne
Le ePrix de Berne est une épreuve comptant pour le championnat de Formule E FIA. Elle aura lieu pour la première fois le 22 juin 2019.

## Historique
Le ePrix de Berne 2019 est la deuxième course de Formule E qui se tient en Suisse, après celle de Zurich en 2018. L’ePrix a eu lieu le 22 juin 2019, il a été remporté par le français Jean-Éric Vergne après une interruption de plus de 30 minutes au premier tour après un carambolage à la première chicane ayant bloqué tout le circuit.

## Palmarès
| Année | Vainqueur        | Écurie                      | Circuit                 | Résultats | Date         |
| ----- | ---------------- | --------------------------- | ----------------------- | --------- | ------------ |
| 2019  | Jean-Éric Vergne | DS Techeetah Formula E Team | Circuit urbain de Berne | Résumé    | 22 juin 2019 |